# Хрулёв-Наумов, Фёдор Андреевич
Хрулёв-Наумов, Фёдор Андреевич — сын боярский и голова.
В 1576 году второй голова у окольничего и воеводы князя П. И. Татева в Сторожевом полку в Коломне «по крымским вестем».
В сентябре был назначен вторым головой к окольничему и воеводе Ф. В. Шереметеву в полку правой руки при князе Иване Голицыне в походе к Ревелю (Для походу в немецкую землю на зиму с нарядом. И были воеводы под Колыванью).
В феврале 1592 года был послан в Ладогу вторым воеводой. Тогда же с ним местничал голова Н. Нармацкий.
В 1596 году — голова в Торопце.